# Moviment d'Unificació Marxista
El Moviment d'Unificació Marxista (MUM) fou una organització independentista i socialista catalana. Sorgí l'any 1977 per la fusió d'una escissió del Partit Socialista d'Alliberament Nacional amb una escissió del Front Nacional de Catalunya. Un any després es fusionà amb una escissió del Partit del Treball d'Espanya i una del Partit Socialista de Catalunya-Congrés per a formar el Bloc Català de Treballadors.

## Història

### Precedents
Durant el 1976, dins del Partit Socialista d'Alliberament Nacional es van anar definint dos sectors. Un sector és liderat per Josep Guia. L'altre està format per tots els dirigents històrics i liderat per Joan Armet. Les diferències entre els dos sectors eren de caràcter ideològic, tàctic i sindical.
A nivell ideològic, tots dos sectors eren marxistes i comunistes. Però el sector de Josep Guia era leninista, defensava la dictadura del proletariat i una organització ortodoxa del partit, amb una disciplina forta. En canvi, el sector de Joan Armet era més heterodox i considerava dogmàtica l'altra postura.
A nivell tàctic, el sector de Joan Armet considerava que s'havia de participar en les institucions sorgides de la reforma política per a evitar caure en la marginalitat. En canvi, el sector de Josep Guia considerava que no s'havia de participar en res que provingués de la reforma.
A nivell sindical, el sector de Josep Guia defensava que s'havia de crear un sindicat propi, nacional i de classe. En canvi, el sector de Joan Armet defensava que calia continuar participant en les Comissions Obreres.
El juliol de 1976 es va aprovar una nova Declaració Política de Principis on el PSAN passava a definir-se com a partit comunista i s'imposaven les tesis del sector de Josep Guia. L'altre sector, liderat per Joan Armet, no tenia ningú al Comitè Executiu i va ser expulsat del Comitè Central. El gener del 1977 van abandonar el partit per fundar el Col·lectiu Comunista d'Alliberament.
Per altra banda, el Front Nacional de Catalunya també va patir una escissió que va passar a ser el Col·lectiu Combat, que era present sobretot a les comarques de Ponent.

### Fundació i eleccions generals espanyoles de 1977
El 1977 el Col·lectiu Comunista d'Alliberament i el Col·lectiu Combat s'uneixen per crear el Moviment d'Unificació Marxista. Entre els seus militants hi havia Josep-Lluís Carod-Rovira.
En aquell moment ja s'havia aprovat la Llei per a la Reforma Política sense el suport dels partits antifranquistes, però encara no hi havia una constitució amb drets i llibertats democràtics. El govern d'Adolfo Suárez va convocar les eleccions generals espanyoles de 1977 que se celebrarien el 15 de juny. En aquestes eleccions no s'hi van poder presentar ni els partits a l'esquerra del PSUC, ni els republicans, ni els independentistes.
Per aquestes eleccions el Moviment Comunista de Catalunya, independents de l'Assemblea de Catalunya i intel·lectuals, molts dels quals provinents del MUM, van impulsar la Candidatura d'Unitat Popular pel Socialisme a la circumscripció de Barcelona. El MUM hi va donar suport, però sense que els dirigents formessin part de les llistes. El cap de llista va ser Salvador Casanova, exmilitant del PSAN i membre de l'Assemblea de Catalunya a Granollers. La candidatura no va obtenir cap diputat.
Lluís Maria Xirinacs es va presentar com a candidat independent al Senat d'Espanya. La campanya electoral va ser coordinada majoritàriament per grups cristians de base i pacifistes amb la participació del Partit Socialista d'Alliberament Nacional i amb el suport de la CUPS. Va aconseguir ser el quart senador elegit per Barcelona.

### Intents d'unió de l'Esquerra Independentista
L'Onze de Setembre de 1977 al matí diverses organitzacions independentistes van convocar un acte polític al Fossar de les Moreres amb oradors com Fèlix Cucurull i Jordi Carbonell. Els convocants eren el Front Nacional de Catalunya, el PSAN, el PSAN-Provisional, el MUM i altres grups més petits com el Bloc Obrer i Camperol, el Col·lectiu de Coordinació Socialista, ERC (històrica), Esquerra Catalana dels Treballadors, Esquerra Nacional, Estat Català, el Front d'Alliberament de Catalunya, Gent Nacionalista Independent, les JERC i el Partit Federalista Europeu dels Països Catalans. L'acte va reunir unes 30.000 persones, superant les expectatives dels organitzadors. A la tarda hi va haver la Manifestació per l'Estatut convocada pels partits majoritaris. Els partits independentistes, malgrat no compartir els motius de la convocatòria, també hi van participar.
Durant els següents mesos diverses organitzacions independentistes van fer uns quants comunicats conjunts. El 12 i 13 de novembre de es va celebrar la primera Conferència d'Organitzacions de l'Esquerra Independentista dels Països Catalans a proposta del PSAN-Provisional. Hi van assistir uns 200 representants de Comunistes Catalans Independents, Esquerra Catalana dels Treballadors, Esquerra Nacional, Gent Nacionalista Independent, el Grup Socialista Independent, el MUM, el PSAN, el PSAN-P i Socors Català. Aquestes organitzacions eren les organitzacions marxistes que participaven de ple dret a la Conferència. A la Conferència també hi van assistir altres organitzacions com a observadores pel fet de no ser marxistes o estar vinculades a altres partits. Les organitzacions observadores van ser el Col·lectiu Comunista Català, el col·lectiu EINA, el Col·lectiu per la Independència i el Socialisme, el Col·lectiu d'Obrers en Lluita, ERC (històrica), Estat Català (ortodox), el Front d'Alliberament de Catalunya, el Front Nacional de Catalunya, les JERC, les Joventuts Revolucionàries Catalanes, les JSAN i el Partit Federalista Europeu dels Països Catalans.
A la Conferència es va passar un qüestionari sobre diversos temes de debat a cada organització, es va redactar un comunicat final resumint les ponències sobre els temes de debat i es va crear una Comissió Permanent. Però la unitat no va anar més enllà. Només es va poder percebre la proximitat entre un grup al voltant del PSAN-P que defensava la necessitat d'una defensa política dels encausats pel cas Bultó, cosa que rebutjaven la resta d'organitzacions.
Després de la Conferència, el PSAN, el PSAN-P, Gent Nacionalista Independent, el Grup Socialista Independent i Esquerra Nacional van començar reunions per unificar-se en un sol partit, excloent-ne expressament el MUM.

### Integració al Bloc Català de Treballadors
El 1978 es fusionà amb el Partit del Treball de Catalunya i la Coordinació Socialista de Catalunya per a formar el Bloc Català de Treballadors. El Partit del Treball de Catalunya era una escissió catalanista del Partit del Treball d'Espanya i la Coordinació Socialista de Catalunya era una escissió del Partit Socialista de Catalunya-Congrés.